# Việt nữ kiếm
Việt nữ kiếm (giản thể: 越女剑; phồn thể: 越女劍) là một truyện ngắn võ hiệp của Kim Dung, xuất bản lần đầu tiên vào năm 1970.
| “ | Hai nghìn năm qua, ai ai cũng biết rằng "Tây Thi ôm ngực là hình ảnh đẹp nhất trên cõi đời này" vậy có mấy ai biết tại sao Tây thi lại phải ôm ngực như vậy chăng…? Nước Ngô sai tám võ sĩ tinh nhuệ của mình cùng một thanh kiếm báu sang biếu Việt Vương Câu Tiễn nhằm ý gì? Cứ như Phạm Lãi nói "Ý muốn thấy mình khó khăn mà nản lòng, không để tâm xâm phạm nước Ngô mà báo cừu". Nhưng Câu Tiễn lẽ nào lại không báo mối thù nằm gai nếm mật cơ chứ… Phạm Lãi một lần vô tình nhìn thấy cuộc đấu kiếm của một thiếu nữ trẻ với tám tên kiếm sĩ của nước Ngô, tám tên đó đại bại và Phạm Lãi đã tìm được một tay kiếm thiên tài để huấn luyện cho đội quân của Câu Tiễn. A Thanh, người thiếu nữ giỏi kiếm thuật kia sẽ cùng với Phạm Lãi và Tây Thi sẽ có một mối tình tay ba ? Hãy đọc "Việt Nữ Kiếm" để thấy rõ hơn một Kim Dung đã khéo léo vận dụng lịch sử vào trong kiếm hiệp... | ” |

## Nội dung
Câu chuyện xảy ra vào thời Chiến Quốc, sau khi Việt vương Câu Tiễn bại trận trước Ngô vương Phù Sai. Câu Tiễn thi hành chín chính sách diệt Ngô của Văn Chủng. Trong đó có việc dâng hai mỹ nữ là Tây Thi và Trịnh Đán cho Phù Sai. Phù Sai cử tám kiếm sĩ sang nước Việt để so tài, đồng thời cũng để giám sát thực lực của Câu Tiễn, cho ông ta biết khó, mà từ bỏ ý định phục thù. Các kiếm sĩ Ngô lần lượt đấu một, đấu đôi và đấu bốn với các kiếm sĩ nước Việt và giết liên tục tám người là vệ sĩ của Câu Tiễn. Hơn nữa họ còn biết sử dụng binh pháp trong khi giao đấu. Mặc dù rất tức giận nhưng Câu Tiễn vẫn làm ra vẻ thản nhiên và ban tặng cho tám kiếm sĩ nước Ngô mỗi người mười cân vàng.
Các kiếm sĩ nước Ngô theo lệnh Phù Sai dâng tặng Câu Tiễn một thanh bảo kiếm. Nhắc đến chuyện đúc kiếm họ cho mời Tiết Chúc vào cung. Tiết Chúc cho biết Ngũ Tử Tư đã mời sư huynh của ông ta là Phong Hồ Tử sang giúp nước Ngô dạy cho thợ đúc kiếm, vì thế mà binh khí của nước Ngô trở nên sắc bén. Phong Hồ Tử phụng mệnh Ngũ Tử Tư mời Tiết Trúc sang giúp Ngô đúc kiếm. Tiết Chúc sợ có ngày họ sẽ dùng kiếm đó để giết người Việt nên từ chối không đi, bị Phong Hồ Tử chặt đứt bốn ngón tay. Văn Chủng đề nghị Tiết Chúc dạy người đúc kiếm. Tiết Chúc cho biết "sắt để đúc kiếm thì hai nước Việt Ngô đều có cả, nhưng đồng tốt thì Việt có, mà thiếc tốt thì lại ở tại Ngô". Phạm Lãi liền đưa ra kế dùng giá cao để mua thiếc tốt.
Trong một lần đi dạo, Phạm Lãi gặp tám kiếm sĩ nước Ngô. Tám kiếm sĩ này ngang ngược chém đứt tay thị vệ của Phạm Lãi. Và cũng vô duyên vô cớ chém chết dê của cô bé A Thanh. A Thanh bắt chúng đền nhưng chúng không đền còn muốn giết cô, chỉ với bốn động tác cô đã chọc mù một mắt hai tên. Sáu tên còn lại xông vào bao vây nhưng cũng bị cô chọc mù một mắt từng người một. Phạm Lãi đã đứng ra đền dê cho cô gái và mời cô gái về nhà. Cô gái nói thương đàn dê không nỡ thấy chúng bị người ta giết thịt. Thấy thế, Phạm Lãi cho người đem gạo, vải đến nhà cô để cô khỏi phải bán dê, đồng thời dò hỏi xem ai đã dạy cô kiếm pháp. A Thanh nói là ông Bạch. Muốn gặp ông Bạch thì phải đi chăn dê. Từ đó, ngày ngày Phạm Lãi đi chăn dê cùng cô, kể cho cô nghe nhiều câu chuyện và cô đã yêu ông. Ông Bạch, thực ra là một con vượn trắng, trông thấy A Thanh và Phạm Lãi thân mật thì nổi cơn ghen ba lần xông vào định giết Phạm Lãi, nhưng A Thanh đều phá giải được các đường tấn công của nó và đánh nó gãy hai tay. Con vượn đau quá bỏ chạy. Biết cô gái không biết dạy người khác kiếm pháp nên Phạm Lãi đã triệu tập tám mươi kiếm sĩ giỏi nhất đến để đấu với cô, nhưng họ đều bị cô đánh trọng thương chỉ sau hai hoặc ba lần múa gậy. Rồi sau đó cô bỏ đi mất tích. Phạm Lãi cho người tìm khắp nước Việt nhưng không thấy cô.
Tám mươi kiếm sĩ kia tuy không nhìn thấy rõ ràng những động tác của cô nhưng cũng đã hình dung được một thứ kiếm pháp tuyệt diệu. Trên nền tảng đó họ đã huấn luyện kiếm pháp cho quân đội nước Việt. Ba năm sau Câu Tiễn hưng binh phạt Ngô. Quân Ngô bị thua. Phạm Lãi dẫn một ngàn binh tiến vào Quán Oa cung của Ngô vương. Đang vui mừng gặp lại Tây Thi thì nghe thấy tiếng dê, rồi tiếng A Thanh vang vọng ở bên ngoài đòi giết Tây Thi. Lúc này Phạm Lãi mới hiểu ra A Thanh đã yêu mình. Phạm Lãi liền cho điều một nghìn tên giáp sĩ, một nghìn kiếm sĩ, chia ra thủ ngự mặt trước, mặt sau Quán Oa cung. Và băn khoăn không biết xử lý A Thanh thế nào vì cô ấy là ân nhân của nước Việt. Phạm Lãi nhìn Tây Thi và mỉm cười chấp nhận chết chung với nàng. Lúc đó A Thanh đã vượt qua hàng rào thị vệ của Phạm Lãi và đến trước mặt hai người. A Thanh nhìn thấy Tây Thi còn đẹp hơn cả sự mô tả của Phạm Lãi liền bỏ đi. Phạm Lãi bỏ lại tất cả, đưa Tây Thi đi bơi thuyền trên Thái Hồ, cắt đứt mọi mối quan hệ với thế giới bên ngoài, sống cuộc đời phóng khoáng tự do, ung dung tự tại.

## Các nhân vật
- Phạm Lãi
- Tây Thi
- A Thanh
- Kiếm sĩ nước Ngô
- Kiếm sĩ nước Việt
- Bạch Viên
- Câu Tiễn
- Văn Chủng
- Tiết Chúc

## Chuyển thể
| Năm  |                                    |           | Phạm Lãi | A Thanh                  | Số tập | Tiếng Anh                                |
| ---- | ---------------------------------- | --------- | -------- | ------------------------ | ------ | ---------------------------------------- |
| 1986 | Hãng phim truyền hình Á châu (ATV) | Hồng Kông |          | Lý Thái Phụng (Moon Lee) | 20     | The Supersword Lady (Siêu nữ kiếm khách) |